# Faia (Cabeceiras de Basto)
Faia é uma povoação portuguesa sede da Freguesia de Faia do Município de Cabeceiras de Basto, freguesia com 5,15 km² de área e 555 habitantes (censo de 2021), tendo, por isso, uma densidade populacional de 107,8 hab./km².

## Demografia
A população registada nos censos foi:
| Ano  | 0-14 Anos | 15-24 Anos | 25-64 Anos | > 65 Anos |
| 2001 | 155       | 134        | 307        | 91        |
| 2011 | 99        | 77         | 267        | 115       |
| 2021 | 67        | 65         | 280        | 143       |